# سانتا في (غرناطة)
بلدية سانتا في أو شنتفي (بالإسبانية: Santa Fe) هي بلدية تقع في مقاطعة غرناطة التابعة لمنطقة أندلوسيا جنوب إسبانيا.

## الديموغرافيا
بلغ عدد سكان بلدية سانتا في 15.367 نسمة عام 2011 (وفقاً للمعهد الوطني الإسباني للإحصاء).
| 12.349 | 12.740 | 13.015 | 14.301 | 14.934 | 15.430 | 15.367 |

## توأمة
لسانتا في (غرناطة) اتفاقيات توأمة مع كل من:
- فالبارايسو
- أمباتو
- بايونا
- برايفايسكا
- ولاية غواناخواتو
- أكوتال [الإنجليزية]‏
- بالوس دي لا فرونتيرا
- سان ميغيل دي الليندي
- سانتا في [11]
- Magdalena del Mar District [الإنجليزية]‏
- فيلا دو بيسبو [الإنجليزية]‏
- غواناخواتو
- سانتا فيه

## أعلام
- مانويل بافون